# Rosław Szaybo
Rosław Maria Szaybo (ur. 13 sierpnia 1933 w Poznaniu, zm. 21 maja 2019 w Warszawie) – polski plakacista, fotograf i projektant okładek płyt i książek, przedstawiciel tzw. polskiej szkoły plakatu.

## Życiorys

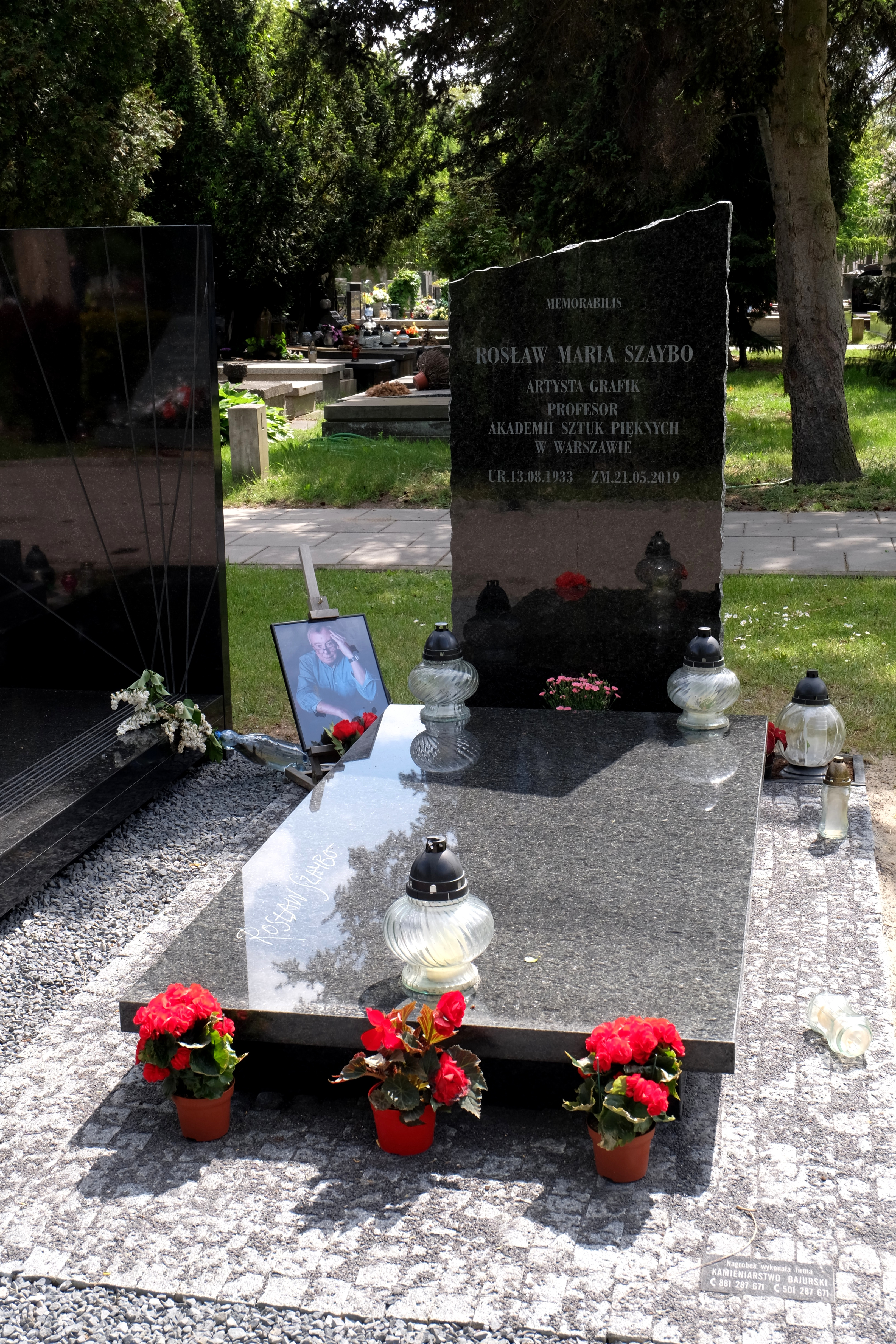
Grób Rosława Szaybo na cmentarzu Wojskowym na Powązkach w Warszawie

Urodził się w rodzinie Janusza Szaybo, podchorążego KOP, i Marii z Orłowskich. Ojciec został zamordowany w listopadzie 1944 w obozie koncentracyjnym Mauthausen. Był prawnukiem Józefa Szaybo (1841–1911), rotmistrza kawalerii z czasów powstania styczniowego .
W latach 1955–1961 studiował na wydziale malarstwa ASP w Warszawie. Dyplom uzyskał w pracowni plakatu Henryka Tomaszewskiego i pracowni malarstwa Wojciecha Fangora.
W 1966 wyjechał do Wielkiej Brytanii, gdzie pracował jako niezależny projektant. Od 1968 do 1972 działał jako dyrektor artystyczny w agencji reklamowej Young & Rubicam. Od 1972 do 1988 na stanowisku dyrektora artystycznego w firmie fonograficznej CBS Records Great Britain zaprojektował ok. 2000 okładek płyt, m.in. dla Eltona Johna, Milesa Davisa, Duke'a Ellingtona, duetu Simon & Garfunkel, Roya Orbisona, Judas Priest (m.in. okładkę British Steel i logo zespołu), The Clash, The Vibrators, Santany, Janis Joplin, Johna Williamsa, Leonarda Cohena, Soft Machine czy Czesława Niemena. W tym czasie projektował też plakaty dla angielskich teatrów. Zaprojektował m.in. słynną okładkę do płyty Krzysztofa Komedy pt. Astigmatic oraz herb dla gminy Purda k. Olsztyna.
W 1993 powrócił do Polski. W latach 1993–2014 kierował pracownią fotografii kreacyjnej na Wydziale Grafiki ASP w Warszawie. W 2002 otrzymał tytuł profesora uczelni. Jego kreatywne podejście do nauki w dużym stopniu ożywiło pracownię, która pod jego kierownictwem stała się wyjątkowo popularna. Od 1994 do 1996 kierownik artystyczny Spółdzielni Wydawniczej Czytelnik. Przez kilka miesięcy prowadził też razem z żoną Alicją Michalską-Szaybo program kulinarny pt. Smakosze i rozkosze, dla telewizji Polsat. W 2018 zaprojektował razem z Natalią Maczek serię ubrań dla polskiej marki streetwearowej MISBHV.
Grafik stał się bohaterem odcinka w serii dokumentalnej Polnische Plakatkunst (film), w którym to wspomina okres kiedy tworzył w latach działania tzw. polskiej szkole plakatu oraz dla CBS Records. W wypowiedziach artysty przewija się także kwestia plakatu antywojennego.
Przez wiele lat współpracował, z poznanym już w czasach studiów na ASP, wybitnym grafikiem Stanisławem Zagórskim.
Chorował na raka płuc. Zmarł 21 maja 2019 w swoim domu w Warszawie, pochowany 4 czerwca 2019 w Alei Zasłużonych na cmentarzu Wojskowym na Powązkach (kwatera FV-AZ-16).

## Odznaczenia
- Złoty Medal „Zasłużony Kulturze Gloria Artis” (2018)[11]
- Srebrny Medal „Zasłużony Kulturze Gloria Artis” (2013)[11]

## Nagrody i wyróżnienia
- „Złota Szpilka”, nagroda tygodnika „Szpilki” za rysunek satyryczny (1959)
- Nagroda im. Tadeusza Trepkowskiego Wydawnictwa Artystyczno-Graficznego[4]
- Złoty Medal International Buchkunst Ausstelung w Lipsku (1965)
- Grand Prix Music Week za okładkę płyty „The Grat Piano Music A. Braiłowski” (1974)
- Grand Prix Music Week za okładkę płyty „The Grats: Bach, Chopin, Grieg, Mozart” (1975)
- Grand Prix Music Week za okładkę płyty „Christmas Carolls Mormon Tabernaculum Choir” (1976)
- Grand Prix Music Week za okładkę płyty „Stravinski Conducts Stravinski” (1979)
- Grand Prix Music Week za najlepszą okładkę rockową wszech czasów „Judas Priest British Steel” (1982)
- Medal Polonia, za wybitny wkład w prezentację Polski na Wystawie Uniwersalnej EXPO ’92 w Sewilli (1992)
- Nagroda na XIV Biennale Plakatu Fotograficznego w Płocku (2007)
- Nagroda Ministra Kultury i Dziedzictwa Narodowego „Piękniejsza Polska” (2013)
- tytuł Honorowego Obywatela Miasta Ostrowa Wielkopolskiego (2015)[12]
- Nagroda ZAiKS-u w dziedzinie sztuk wizualnych (2019)[13]

Źródło:.